# Protea welwitschii
Protea welwitschii är en tvåhjärtbladig växtart som beskrevs av Adolf Engler. Protea welwitschii ingår i släktet Protea och familjen Proteaceae. Inga underarter finns listade i Catalogue of Life.